# Liste der Kulturgüter in Fideris
Die Liste der Kulturgüter in Fideris enthält alle Objekte in der Gemeinde Fideris im Kanton Graubünden, die gemäss der Haager Konvention zum Schutz von Kulturgut bei bewaffneten Konflikten, dem Bundesgesetz vom 20. Juni 2014 über den Schutz der Kulturgüter bei bewaffneten Konflikten sowie der Verordnung vom 29. Oktober 2014 über den Schutz der Kulturgüter bei bewaffneten Konflikten unter Schutz stehen.
Objekte der Kategorien A und B sind vollständig in der Liste enthalten, Objekte der Kategorie C fehlen zurzeit (Stand: 13. Oktober 2021).

## Kulturgüter
| Foto |                                                                           | Objekt                                        | Kat. | Typ | Standort                           | Beschreibung |
| ---- | ------------------------------------------------------------------------- | --------------------------------------------- | ---- | --- | ---------------------------------- | ------------ |
| ja   | Datei hochladen · Wikidata zu Türmlihaus (Q29479712)                      | Türmlihaus KGS-Nr.: 3004                      | A    | G   | Dorfstrasse 7 775479 / 198602      |              |
| BW   | Datei hochladen · Wikidata zu Wohnhaus Nr. 41 (Q29479714)                 | Wohnhaus KGS-Nr.: 10401                       | A    | G   | Dorfstrasse 51 775784 / 198690     |              |
| BW   | Datei hochladen · Wikidata zu Haus Valär (alte Post) (Q29784714)          | Haus Valär (alte Post) KGS-Nr.: 3005          | B    | G   | Dorfstrasse 2 775440 / 198560      |              |
| ja   | Datei hochladen · Wikidata zu Haus von Planta (Badwirtschaft) (Q29784715) | Haus von Planta (Badwirtschaft) KGS-Nr.: 3006 | B    | G   | Fideriserstrasse 3 775352 / 198533 |              |
| ja   | Datei hochladen · Wikidata zu Reformierte Kirche Fideris (Q1301301)       | Reformierte Kirche KGS-Nr.: 3007              | B    | G   | Röza 15 775320 / 198434            |              |